# Меркат
Меркат (лат. Suricata suricatta) је врста малих сисара из реда звери и породице мунгоса. Ова врста је једини живи члан рода Suricata. Меркати живе у свим деловима пустиње Калахари у Боцвани, у већем делу Намибијске пустиње у Намибији и у југозападним деловима Анголе, као и у Јужној Африци. Живе у групама које се називају кланови. Један клан обично броји око 20 јединки, али има и већих кланова у којима може бити и до 50 јединки. Меркати живе у просјеку 6 до 7 година у дивљини и 12 до 14 година у заточеништву. Могу достићи тежину од 0,5 до 2,5 kg и дужину од 25 до 35 cm.
Живе у подземним јазбинама које имају много повезаних пролаза и излаза. Меркати су искључиво дневне животиње, јер им сметају ниске температуре у току ноћи.
Меркати су развили и специфичан систем осматрања који се састоји у томе да један члан клана увијек стоји на неком узвишењу и упозорава остале на евентуалну опасност. Главни предатори који лове меркате су орлови и шакали.
У клану доминира алфа пар, односно доминантна женка која је на челу матријархата. Доминантна женка се обично једина пари и има потомке, а уколико друге женке остану у другом стању, обично бивају протјеране или им младунци буду убијени.